# Юрген Маттей
Юрген Маттей (нід. Jurgen Mattheij, нар. 1 квітня 1993, Роттердам) — нідерландський футболіст, центральний захисник болгарського клубу ЦСКА (Софія).

## Ігрова кар'єра
У дорослому футболі дебютував 2011 року виступами за команду «Ексельсіор» з рідного Роттердама, в якій провів вісім сезонів, взявши участь у 175 матчах чемпіонату.
2019 року перейшов до іншої роттердамської команди, «Спарти», а ще за рік перебрався до Болгарії, де уклав дворічну угоду з місцевим ЦСКА (Софія). У новій команді був обраний капітаном.

## Титули і досягнення
- Володар Кубка Болгарії (1):

ЦСКА (Софія): 2020-2021